# Niccolò II Vitelli

Stemma Vitelli

Niccolò II Vitelli (Città di Castello, 1496 – Città di Castello, agosto 1529) è stato un condottiero italiano e signore di Montone.

## Biografia
Era figlio del condottiero Paolo Vitelli, signore di Montone.
Iniziò la sua carriera di uomo d'armi nel 1511, ponendosi al servizio della Repubblica di Venezia e nel 1512 al servizio di papa Giulio II contro la Francia, distinguendosi per coraggio nella battaglia di Ravenna. Dopo la morte del pontefice nel 1513, entrò al servizio dei fiorentini e quindi di papa Leone X. Il nuovo pontefice nel 1517 pensò di spogliare il ducato di Urbino per conferirlo al nipote Lorenzo de' Medici e nell'occasione Niccolò Vitelli fu tra i coordinatori dell'impresa militare. Al fine di contrastare le intenzioni di Francesco Maria della Rovere di riappropriarsi delle proprie terre, il Vitelli venne eletto alla guardia di Urbino, dove lo zio Giulio Vitelli era governatore. Niccolò rifiutò l'incarico e venne sostituito da Jacopo Rossetto.
Sotto le bandiere dello Stato Pontificio partecipò nel 1521 alla battaglia della Bicocca, nei pressi di Milano. Nel 1528, al comando della guardia pontificia, venne inviato a protezione di papa Clemente VII che si era rifiugiato a Viterbo. 
Secondo un'antica tradizione storiografica, il Vitelli sarebbe stato assassinato a Città di Castello, nell'agosto del 1529, da Niccolò Bracciolini, amante della moglie Gentilina, uccisa in precedenza dal marito stesso. La morte del padre Niccolò sarebbe poi stata vendicata dai figli Paolo e Chiappino nel 1542, con l'uccisione del Bracciolini. Secondo Michele Lodone, peraltro, tale tradizione appare destituita di fondamento, se non altro per il fatt9 che Gentilina risultava ancora in vita nel 1566.

## Discendenza
Niccolò sposò Gentilina della Staffa di Perugia, dalla quale ebbe cinque figli:
- Chiappino (c. 1520-1575), condottiero
- Pantasilea
- Lucrezia
- Giovanni (1521-1544), condottiero
- Paolo II (1519-1574), condottiero